# Echinocorys
Echinocorys – wymarły rodzaj z gromady jeżowców, żyjący w kredzie późnej i na początku paleocenu (w danie). 
Cechuje się pancerzem mocno wypukłym, o płaskiej powierzchni oralnej (dolnej), wąskimi pasami ambulakralnymi. Na pancerzu widoczne są drobne brodawki, perystom leży przy krawędzi przedniej strony dolnej, a otwór analny na powierzchni dolnej. 
Rodzaj kosmopolityczny dla półkuli północnej – występuje w Eurazji i Ameryce Północnej. Detrytusożerca, żył częściowo zagrzebany w morskim osadzie dennym (semiinfauna). 